# 江萨·差玛南
江萨·差玛南陆军上将（RTGS：Kriangsak Chamanan；1917年12月17日—2003年12月23日），泰国政治人物、退役將領，1977年至1980年任第15位及第40届泰国总理。

## 生平
江萨是一名职业军人，1939年军校毕业，1940年－1943年对法属印度支那的战争期间，他是一名小队长。1951至1952年間參加韓戰，任駐韓泰軍指揮官，1956年赴美国学习军事指挥和参谋训练，1960年他任东南亚条约组织副秘书长和战略设计处主任。
1976年10月6日刚任命的国防部长沙鄂·差罗如海军上将认为社尼·巴莫政府的成员赞成共产主义，发动军事政变，推翻社尼政府，成立行政改革委员会，他作为重要成员担任他宁·盖威迁的军事顾问委员会秘书长。1977年10月20日，沙鄂·差罗如再次发动政变，推翻他宁政府，江萨担任23人革命团秘书长，11月11日成立国家政策委员会，沙鄂·差罗如任主席，武装部队最高司令江萨·差玛南担任总理。1979年，江萨·差玛南访问中国，与邓小平会谈，为了结束中国对泰国北部共产党游击队势力的支持，允许中国通过泰国向正在遭到越南攻击的红色高棉政权的波尔布特提供支援。